# Mont Sammeda

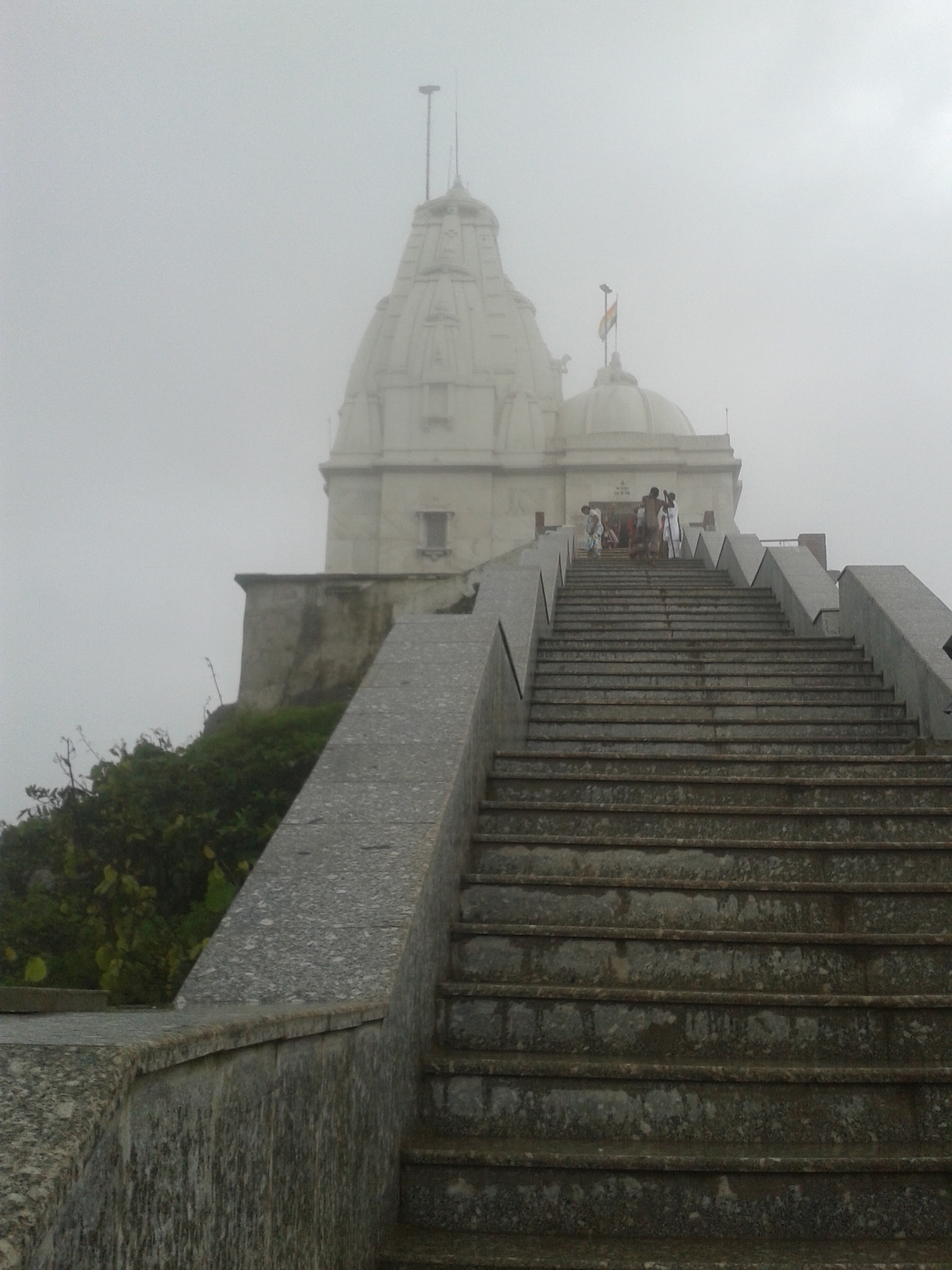
Temple jaïn sur le Mont Sammeda.

Le Mont Sammeda appelé aussi Mont Sammeta ou encore Sammed Shikharji est un haut lieu de pèlerinage du jaïnisme. Situé dans les Montagnes Parasnath dans le district de Giridih dans l'état de l'Inde du Jharkhand, ce lieu est célèbre pour avoir été le théâtre de l'illumination de vingt Tirthankaras: les Maîtres éveillés, sur les vingt-quatre ayant vécu dans notre époque. Cette série de monts culmine à 1350 mètres. Bien que les deux branches du jaïnisme se disputent les territoires de cette chaîne montagneuse, les pèlerins vont dans des temples où les deux courants se rejoignent pour prier. Les vingt Tirthankaras ont au moins tous un temple qui leur est personnellement dédié sur cette montagne.